# Megalurulus llaneae
Megalurulus llaneae là một loài chim trong họ Locustellidae.